# Дёмин, Владимир Иванович
Владимир Иванович Дёмин (1906 — 1988) — начальник управления НКВД Архангельской области, генерал-майор (1945).

## Биография
Подённый рабочий, сотрудник пограничного поста, ремонтный рабочий, заведующий отделом районного комитета комсомола на Украине (1922–1926). С 1926 служил на различных должностях в ОГПУ. В 1940-е начальник 2-го отделения 3-го специального отдела НКВД СССР, заместитель начальника Управления НКВД Черниговской области. С 15 августа 1941 по август 1944 заместитель начальника Управления НКГБ/НКВД Карельской АССР, участник партизанского движения в годы Великой Отечественной войны. С 9 октября 1944 по 5 июня 1947 начальник Управления НКВД-МВД Архангельской области. В 1947–1951 начальник Управления МВД по Калининградской области. В 1951–1952 заместитель начальника Управления МВД Куйбышевской области. Затем заместитель начальника Главгидроволгобалтстроя МВД СССР. В 1952–1953 начальник Волго-Балтийского ИТЛ МВД СССР. В 1953 начальник Управления МВД Полтавской области. В 1953-1954 заместитель начальника Управления МВД Харьковской области.

### Звания
- 28.02.1939, старший лейтенант государственной безопасности;
- 1940-е, подполковник государственной безопасности;
- 06.11.1944, полковник государственной безопасности;
- 29.03.1945, комиссар государственной безопасности;
- 09.07.1945, генерал-майор.

### Награды
- орден Ленина (20.03.1952);
- орден Красного Знамени (12.11.1946);
- 2 ордена Отечественной войны 1 степени (02.12.1945, 11.03.1985);
- 2 ордена Красной Звезды (20.09.1943, 15.01.1945);
- медали СССР;
- знак «Заслуженный работник НКВД» (06.09.1942);
- знак «50 лет пребывания в КПСС».